# مشهدی عباد

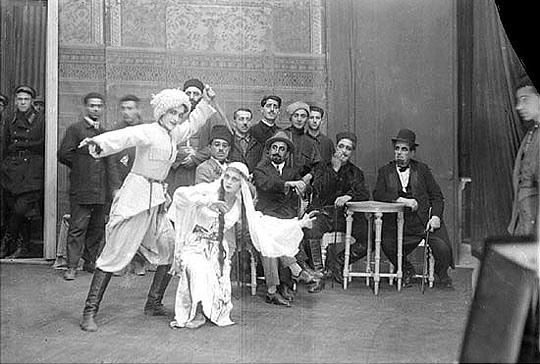

مشهدی عباد (به ترکی آذربایجانی: Məşədi İbad) که همچنین با نام آن یکی نشد این یکی (به ترکی آذربایجانی: O olmasa,bu olsun) نیز شناخته می‌شود یک اپرت کمدی موزیکال آذربایجانی است در ۴ پرده که توسط عزیر حاجی‌بیف در سال ۱۹۱۰ نوشته‌شده و برای اولین بار در سال ۱۹۱۱ به نمایش درآمده‌است. از این اپرت سه فیلم یکی در سال ۱۹۱۸ به کارگردانی واگرام پاپازیان، دیگری در سال ۱۹۵۶ به کارگردانی حسین سیدزاده و نیز یک فیلم ایرانی در سال ۱۳۳۲ به کارگردانی صمد صباحی ساخته‌شده‌است.
داستان اپرت در مورد دختری جوان به نام گلناز است که عاشق پسری به نام سرور می‌شود ولی پدرش (رستم بیگ) به دلیل مشکل مالی‌اش او را مجبور می‌کند که با یک بازاری پیر به نام مشدی عباد ازدواج کند.

## نگارخانه

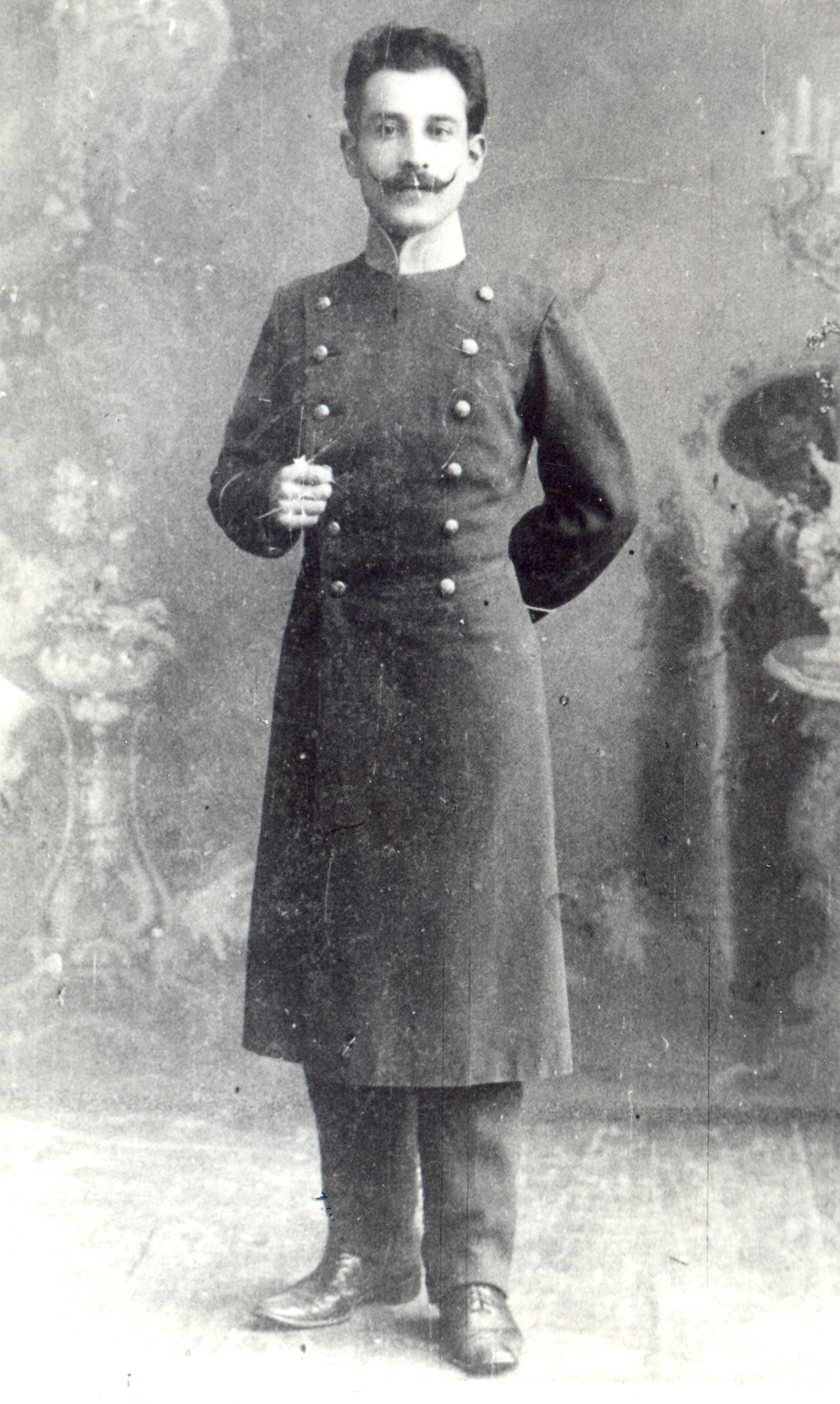
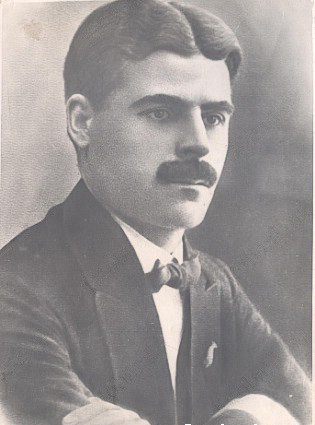
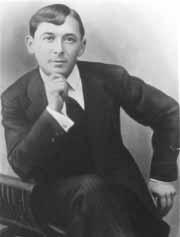